# Vägen till Klockrike (film)
Vägen till Klockrike är en svensk film från 1953, regisserad av Gunnar Skoglund. I huvudrollerna ses Anders Ek, Edvin Adolphson och Margit Carlqvist.

## Om filmen
Filmen premiärvisades den 20 juli 1953 på biografen Grand i Stockholm. Som förlaga har man Harry Martinsons roman Vägen till Klockrike som utgavs 1948. Sven Nykvist ansvarade för filmfoto och som koreograf anlitades Birgit Cullberg.
Filmen har visats i SVT, bland annat i september 2018.

## Handling
Bolle går på luffen sedan han tröttnat på cigarrfabriken. Det är hans frihetslängtan som får ut honom på vägarna. Där träffar han bland andra luffare Ångerfulle Axne, Vägdamm och Skötsamma grisen. Deras enda bekymmer är ridande poliser som jagar lösdrivare.

## Rollista i urval
- Anders Ek – Bolle, luffare

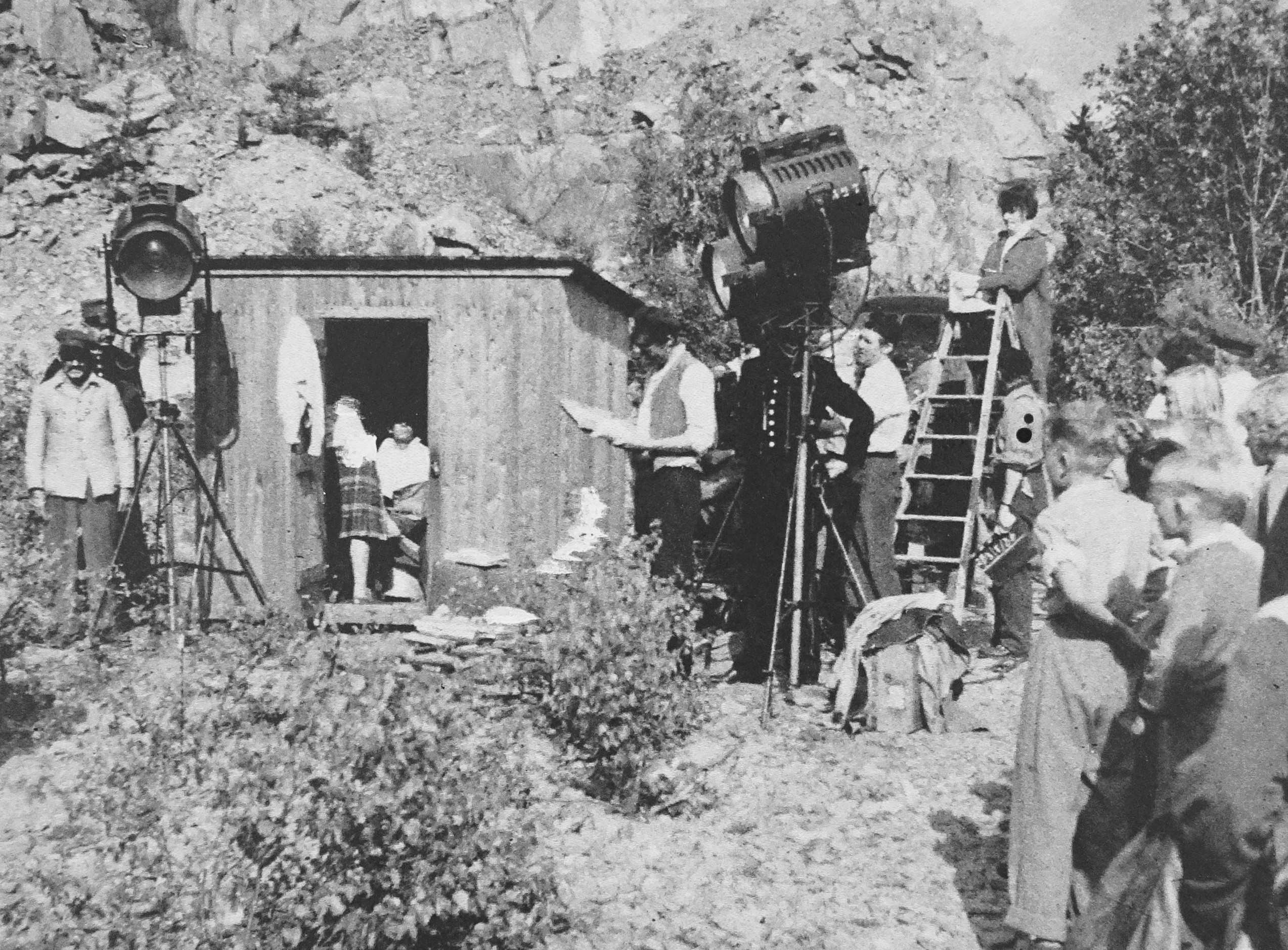
Inspelningen i Stenhamra stenbrott 1952.

- Edvin Adolphson – Råttfällemakaren
- Annika Tretow – Margot, bupiga
- Margit Carlqvist – Inga, lantbrukardotter
- Erik Strandmark – Hällman, dräng på Sarvsholm
- Naima Wifstrand – "Vattenhuvudets" mor
- Åke Claesson – "Vattenhuvudets" far
- Anders Henrikson – "Vägdamm", luffare
- Stig Järrel – Axne, ångerfull luffare
- Gösta Cederlund – landsfiskalen
- Kolbjörn Knudsen – Ingas far
- Else Marie Brandt – Emelie, piga på Sarvsholm
- Hedvig Lindby – "Klena damen" på Sarvsholm
- Eva Wikman – bondpiga
- Elsa Prawitz – Dolly, Bolles kärlek, Amerikaemigrant
- Gunnar Olsson – Ahlbom, cigarrmakare, Amerikaemigrant
- John Melin – "Skötsamma grisen", luffare
- Olav Riégo – fångchef i stenbrottet
- Tom Walter – klockstjälande luffare

## Musik i filmen
- Bollelåten (Lätt som en svala jagar över rågen flög mina tankar), musikbearbetning Lille Bror Söderlundh, text Rune Lindström
- Det var en liten prinsessa, sång Edvin Adolphson
- Gå, Sion, din Konung att möta (Be Glad in the Lord, and Rejoice), kompositör James McGranahan, svensk text 1893 Erik Nyström, sång Åke Claesson
- Livet (Tiden) försvinner så snabbt som en dröm, text Carl August Stenholm, sång Naima Wifstrand
- + Tis the Last Rose of Summer, text till en irländsk folkmelodi Thomas Moore, instrumental
- Den blå färgen (Av alla färgerna de små/Af alla färger ack ändå, texten från 1820 Af alla färger ack ändå, textförfattare Carl Gustaf Wadström,  texten från 1902 Av alla färgerna de små, textförfattare Albert Engström, sång Edvin Adolphson